# Caminos de Santiago de Compostela: Camino francés y Caminos del Norte de España
Caminos de Santiago de Compostela: Camino francés y Caminos del Norte de España es la denominación con la que la Unesco renombró en 2015 la ampliación de su declaración de 1993 como Patrimonio de la Humanidad del «Camino de Santiago de Compostela» en España.
La ampliación incluyó los caminos del norte y de la costa, comprendiendo una red de cuatro itinerarios de peregrinación cristiana —el Camino Costero, el Camino Interior del País Vasco y La Rioja, el Camino de Liébana y el Camino Primitivo— que suman unos 1500 kilómetros y atraviesan el norte de la península ibérica.
Tras esa ampliación, 20 elementos quedaron recogidos como bienes individuales, con referencia 669bis-001 al 020. Además de esos elementos individuales, España envió a la Unesco como documentación un voluminoso dossier, «Inventario Retrospectivo-Elementos Asociados» (Retrospective Inventory-Associated Components) en el que se detallan otros 1912 elementos que tienen el carácter de bienes asociados con el Camino, no de elementos inscritos. (en Aragón, 148; en Navarra, 377; en La Rioja, 83; en Castilla y León, 931; en Galicia, 367).

## Descripción
La descripción textual de la Unesco dice:

Se trata de una extensión del bien cultural en serie denominado “Camino de Santiago de Compostela”, que se inscribió en la Lista del Patrimonio Mundial en 1993. Esta extensión comprende una red de cuatro itinerarios de peregrinación cristiana —el Camino costero, el Camino interior del País Vasco y La Rioja, el Camino de Liébana y el Camino primitivo— que suman unos 1.500 kilómetros y atraviesan el norte de la Península Ibérica. El bien cultural ampliado posee un rico patrimonio arquitectónico de gran importancia histórica, compuesto por edificios destinados a satisfacer las necesidades materiales y espirituales de los peregrinos: puentes, albergues, hospitales, iglesias y catedrales. También cuenta con algunas de las rutas primigenias de peregrinación a Santiago de Compostela, creadas después de que en el siglo IX se descubriera en el territorio de esta localidad un sepulcro que, según se cree, encierra los restos mortales del apóstol Santiago el Mayor.
Caminos de Santiago de Compostela: Camino francés y Caminos del Norte de España, en www.unesco.org

## Elementos individuales
La declaración contempla la inscripción a título individual de 20 elementos:[cita requerida]
- Cuatro rutas:

- Camino Costero, la ruta más utilizada por los peregrinos que, procedentes de los puertos de Europa Septentrional, desembarcaban en cualquiera de los puertos del Cantábrico. Era la continuación del camino de Soulac, que recorría las tierras más occidentales de Francia, y se adentraba en territorio peninsular cruzando la frontera entre Hendaya e Irún. El trazado de la vía, conduce los pasos de los caminantes hacia Arzúa, donde alcanza con el Camino de Santiago Francés rumbo hacia la capital compostelana.
- Camino Interior del País Vasco y La Rioja, fue el más importante entre los siglos X y XIII. El Camino Costero se encontraba asediado por los asaltos de los bárbaros normandos (vikingos) y al sur, en la zona por la que discurre el actual Camino francés, la dominación árabe era plena por lo que la ruta de Bayona se convertía en el trazado más seguro para los cristianos que se dirigían a Compostela.
- Camino de Liébana,  un ramal del camino costero que permite a los peregrinos acceder al monasterio de Santo Toribio de Liébana, en la comarca de Liébana (Cantabria), lugar en el que, según la tradición cristiana, se conserva el trozo más grande del Lignum Crucis.
- Camino Primitivo, trayecto comprendido entre Oviedo y Santiago de Compostela. En la localidad de Melide se une al Camino de Santiago Francés. El apelativo de "primitivo" fue precisamente por ser la ruta seguida por el rey Alfonso II, posiblemente el primer peregrino conocido, quien al conocer la noticia del hallazgo del cuerpo del santo, tomó esta ruta hacia Compostela para ser testigo del suceso.

- 16 edificios relacionados con la peregrinación jacobea:

- 5 catedrales: Catedral de San Salvador de Oviedo, catedral de Lugo,  catedral de Santiago Apóstol de Bilbao, catedral de Mondoñedo y Catedral de Santa María de Vitoria.
- 3 iglesias: Iglesia de Santa Maria de la Asunción, iglesia de San Salvador (Priesca) e iglesia de Santa Maria de Soto de Luiña
- 5 monasterios y colegiatas: iglesia y monasterio de San Salvador, colegiata de Ziortza, colegiata de Santa Juliana y su claustro, monasterio de Sobrado y monasterio de Santo Toribio de Liébana.
- 3 elementos varios: muralla romana de Lugo, calzada y túnel de San Adrián y puente de Briñas sobre el río Ebro.

### Relación de bienes individuales incluidos dentro del Patrimonio de la Humanidad
Los siguientes sitios y monumentos fueron incluidos en el listado de bienes catalogados como patrimonio de la humanidad dentro de la denominación «Caminos de Santiago de Compostela: Camino francés y Caminos del Norte de España». La mayor parte de ellos son monumentos situados a lo largo de las varias rutas de peregrinación a Santiago de Compostela que atraviesan el norte de España. 
| º      |            |                                          |                                         | |                                                     |                     |                                                |                |             |
| ------ | ---------- | ---------------------------------------- | --------------------------------------- | --- | --------------------------------------------------- | ------------------- | ---------------------------------------------- | -------------- | ----------- |
| Imagen | Código     | Nombre                                   | Lugar                                   | Provincia | Comunidad                                           | Ruta                | Coordenadas                                    | Área propiedad | Área buffer |
|        | 669bis-001 | Camino Primitivo                         | ——                                      | Provincia de Asturias Provincia de Lugo Provincia de La Coruña                                                                    | Principado de Asturias Galicia                      | ——                  | 43°20′06″N 6°24′53″O / 43.33500, -6.41472      | 0              | 1903,55     |
|        | 669bis-002 | Camino de la Costa                       | ——                                      | Provincia de Guipúzcoa Provincia de Vizcaya Provincia de Cantabria Provincia de Asturias Provincia de Lugo Provincia de La Coruña | País Vasco Cantabria Principado de Asturias Galicia | ——                  | 43°20′18″N 1°47′24″O / 43.33833, -1.79000      | 0              | 5723,87     |
|        | 669bis-003 | Camino del Interior                      | ——                                      | Provincia de Guipúzcoa Provincia de Álava Provincia de Burgos Provincia de Logroño                                                | País Vasco Castilla y León La Rioja                 | ——                  | 43°18′34″N 7°51′34″O / 43.30944, -7.85944      | 0              | 1187,43     |
|        | 669bis-004 | Camino de Liébana                        | ——                                      | Provincia de Cantabria | Cantabria                                           | ——                  | 43°23′9″N 4°23′53″O / 43.38583, -4.39806       | 0              | 330,44      |
|        | 669bis-005 | Catedral de San Salvador y Cámara Santa  | Oviedo                                  | Provincia de Asturias | Principado de Asturias                              | Camino primitivo    | 43°21′45″N 5°50′35″O / 43.36250, -5.84306      | 0,66           | 11,94       |
|        | 669bis-006 | Iglesia y monasterio de San Salvador     | Cornellana                              | Provincia de Asturias | Principado de Asturias                              | Camino primitivo    | 43°24′32″N 6°9′24″O / 43.40889, -6.15667       | 0,56           | 3,97        |
|        | 669bis-007 | Catedral de Lugo                         | Lugo                                    | Provincia de Lugo | Galicia                                             | Camino primitivo    | 43°0′33″N 7°33′29″O / 43.00917, -7.55806       | 0,5            | 2,6         |
|        | 669bis-008 | Muralla romana de Lugo                   | Lugo                                    | Provincia de Lugo | Galicia                                             | Camino primitivo    | 43°0′36″N 7°33′21″O / 43.01000, -7.55583       | 1,78           | 44,15       |
|        | 669bis-009 | Colegiata de Ziortza                     | Cenarruza-Puebla de Bolívar             | Provincia de Vizcaya | País Vasco                                          | Camino              | 43°14′52″N 2°33′43″O / 43.24778, -2.56194      | 0,22           | 1,41        |
|        | 669bis-010 | Catedral de Santiago Apóstol             | Bilbao                                  | Provincia de Vizcaya | País Vasco                                          | ——                  | 43°15′25″N 2°55′25″O / 43.25694, -2.92361      | 0,31           | 1,07        |
|        | 669bis-011 | Iglesia de Santa María de la Asunción    | Castro Urdiales                         | Provincia de Cantabria | Cantabria                                           | Camino costero      | 43°23′4″N 3°12′56″O / 43.38444, -3.21556       | 0,13           | 0,33        |
|        | 669bis-012 | Colegiata de Santa Juliana y su claustro | Santillana del Mar                      | Provincia de Cantabria | Cantabria                                           | Camino costero      | 43°23′32″N 4°6′21″O / 43.39222, -4.10583       | 0,25           | 0,14        |
|        | 669bis-013 | Iglesia de San Salvador (Priesca)        | Priesca, Villaviciosa                   | Provincia de Asturias | Principado de Asturias                              | Camino costero      | 43°29′6.9″N 5°21′31.5″O / 43.485250, -5.358750 | 0,03           |             |
|        | 669bis-014 | Iglesia de San Martín de Soto de Luiña   | Soto de Luiña, Cudillero                | Provincia de Asturias | Principado de Asturias                              | Camino              | 43°33′42″N 6°13′49″O / 43.56167, -6.23028      | 0,06           | 3,46        |
|        | 669bis-015 | Catedral de Mondoñedo                    | Mondoñedo                               | Provincia de Lugo | Galicia                                             | Camino              | 43°25′41″N 7°21′45″O / 43.42806, -7.36250      | 0,29           | 3,1         |
|        | 669bis-016 | Monasterio de Sobrado Dos Monxes         | Sobrado                                 | Provincia de La Coruña | Galicia                                             | Camino              | 43°2′19″N 8°1′20″O / 43.03861, -8.02222        | 6,71           | 37,16       |
|        | 669bis-017 | Calzada y túnel de San Adrián            | Parzonería General de Guipúzcoa y Álava | Provincia de Guipúzcoa | País Vasco                                          | Camino              | 42°56′7″N 2°19′0″O / 42.93528, -2.31667        | 2,53           | 23,05       |
|        | 669bis-018 | Catedral de Vitoria                      | Vitoria                                 | Provincia de Álava | País Vasco                                          | Camino del interior | 42°51′2″N 2°40′20″O / 42.85056, -2.67222       | 0,25           | 2,69        |
|        | 669bis-019 | Puente de Briñas sobre el río Ebro       | Haro                                    | Provincia de Logroño | La Rioja                                            | Camino del interior | 42°35′21″N 2°50′32″O / 42.58917, -2.84222      | 0,1            | 0,92        |
|        | 669bis-020 | Monasterio de Santo Toribio de Liébana   | Liébana                                 | Provincia de Cantabria | Cantabria                                           | Camino lebaniego    | 43°9′0″N 4°39′15″O / 43.15000, -4.65417        | 0,2            | 0,29        |